# Asif Ali Zardari
Asif Ali Zardari, pakistanski politik, * 26. julij 1955.
Od leta 2008 do 2013 je bil predsednik Pakistana. Poročen je bil z Benazir Buto, ki je bila ubita v atentatu 27. decembra 2007.